# NGC 3028
NGC 3028 est une galaxie spirale située dans la constellation de l'Hydre. NGC 3028 a été découverte par l'astronome britannique John Herschel en 1835.

## Caractéristiques
Sa vitesse par rapport au fond diffus cosmologique est de 4 387 ± 25 km/s, ce qui correspond à une distance de Hubble de 64,7 ± 4,6 Mpc (∼211 millions d'al).
À ce jour, trois mesures non basées sur le décalage vers le rouge (redshift) donnent une distance de 56,433 ± 1,986 Mpc (∼184 millions d'al), ce qui est tout juste à l'extérieur des valeurs de la distance de Hubble. Notons cependant que c'est avec la valeur moyenne des mesures indépendantes, lorsqu'elles existent, que la base de données NASA/IPAC calcule le diamètre d'une galaxie et qu'en conséquence le diamètre de NGC 3028 pourrait être d'environ 30,1 kpc (∼98 200 al) si on utilisait la distance de Hubble pour le calculer.
La classe de luminosité de NGC 3028 est II et elle présente une large raie HI.